# Taira no Tokiko
Taira no Tokiko (平 時子 (Bình Thời tử) 1126–1185) là vợ của Taira no Kiyomori, mẹ của Hoàng hậu Taira no Tokuko và là bà ngoại của Thiên hoàng Antoku. Sau khi quyết định xuống tóc quy y, bà được ban  pháp danh là Nhị Vị Ni (二位尼). Trong Truyện kể Heike,  Tokiko đã bị chết đuối sau trận thủy chiến  Dan-no-ura cùng với cháu trai là Thiên hoàng Antoku. Bà cũng được biết đến với việc mang bên mình thanh kiếm Kusanagi no Tsurugi, một trong ba Tam chủng thần khí của Nhật Bản.